# Kanton Charny-sur-Meuse
Der Kanton Charny-sur-Meuse war von 1790 bis 2015 ein französischer Wahlkreis im Arrondissement Verdun, im Département Meuse und in der Region Lothringen; sein Hauptort war Charny-sur-Meuse.

## Gemeinden
Der Kanton bestand aus 22 Gemeinden. Neun davon wurden während des Krieges zerstört und nicht wieder aufgebaut, gelten aber dennoch als Gemeinden.
Folgende Gemeinden wurden wieder errichtet:
| Gemeinde                 | Einwohner Jahr | Fläche km² | Bevölkerungsdichte | Code INSEE | Postleitzahl |
| ------------------------ | -------------- | ---------- | ------------------ | ---------- | ------------ |
| Belleville-sur-Meuse     | 3.177 (2013)   | 10,16      | 313 Einw./km²      | 55043      | 55430        |
| Béthelainville           | 183 (2013)     | 11,94      | 15 Einw./km²       | 55047      | 55100        |
| Béthincourt              | 32 (2013)      | 13,32      | 2 Einw./km²        | 55048      | 55270        |
| Bras-sur-Meuse           | 715 (2013)     | 13,69      | 52 Einw./km²       | 55073      | 55100        |
| Champneuville            | 123 (2013)     | 11,99      | 10 Einw./km²       | 55099      | 55100        |
| Charny-sur-Meuse         | 552 (2013)     | 12,62      | 44 Einw./km²       | 55102      | 55100        |
| Chattancourt             | 173 (2013)     | 10,36      | 17 Einw./km²       | 55106      | 55100        |
| Fromeréville-les-Vallons | 222 (2013)     | 20,3       | 11 Einw./km²       | 55200      | 55100        |
| Marre                    | 159 (2013)     | 10,2       | 16 Einw./km²       | 55321      | 55100        |
| Montzéville              | 158 (2013)     | 17,65      | 9 Einw./km²        | 55355      | 55100        |
| Samogneux                | 91 (2013)      | 6,16       | 15 Einw./km²       | 55468      | 55100        |
| Thierville-sur-Meuse     | 3.040 (2013)   | 12,09      | 251 Einw./km²      | 55505      | 55840        |
| Vacherauville            | 161 (2013)     | 7,29       | 22 Einw./km²       | 55523      | 55100        |
| Beaumont-en-Verdunois    | 0 (2013)       | 7,87       | 0 Einw./km²        | 55039      | 55100        |
| Bezonvaux                | 0 (2013)       | 9,23       | 0 Einw./km²        | 55050      | 55100        |
| Douaumont                | 8 (2013)       | 6,14       | 1 Einw./km²        | 55164      | 55240        |
| Cumières-le-Mort-Homme   | 0 (2013)       | 6,11       | 0 Einw./km²        | 55139      | 55100        |
| Fleury-devant-Douaumont  | 0 (2013)       | 10,27      | 0 Einw./km²        | 55189      | 55100        |
| Haumont-près-Samogneux   | 0 (2013)       | 10,81      | 0 Einw./km²        | 55239      | 55100        |
| Louvemont-Côte-du-Poivre | 0 (2013)       | 8,25       | 0 Einw./km²        | 55307      | 55100        |
| Ornes                    | 6 (2013)       | 18,52      | 0 Einw./km²        | 55394      | 55150        |
| Vaux-devant-Damloup      | 70 (2013)      | 6,56       | 11 Einw./km²       | 55537      | 55400        |

## Bevölkerungsentwicklung
| 1962  | 1968  | 1975  | 1982  | 1990  | 1999  | 2006  | 2012  |
| ----- | ----- | ----- | ----- | ----- | ----- | ----- | ----- |
| 7.391 | 7.766 | 7.351 | 7.695 | 8.200 | 8.179 | 8.816 | 8.894 |